# Рисоводство

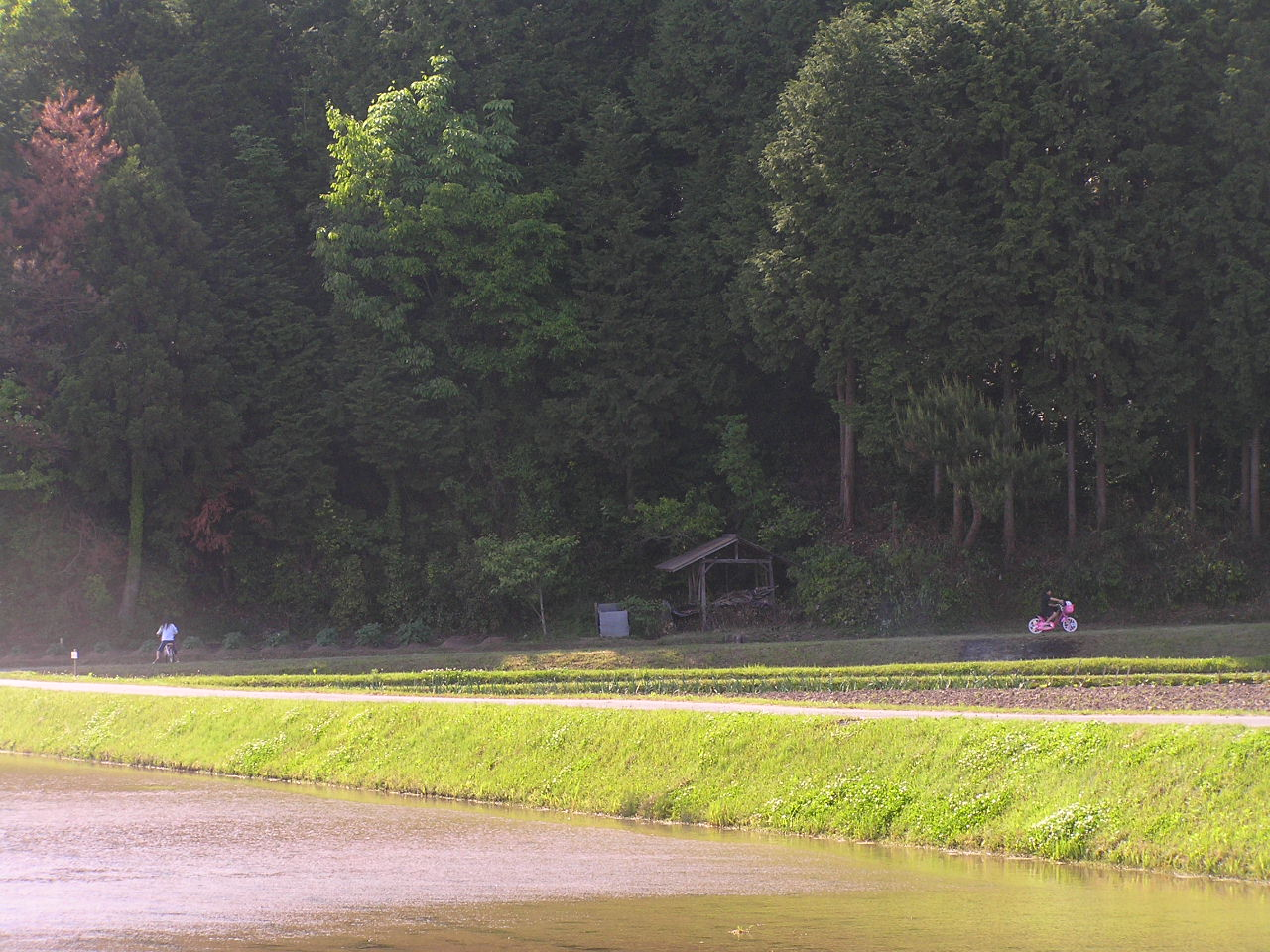
Проливное поле перед посевной (май, Япония)

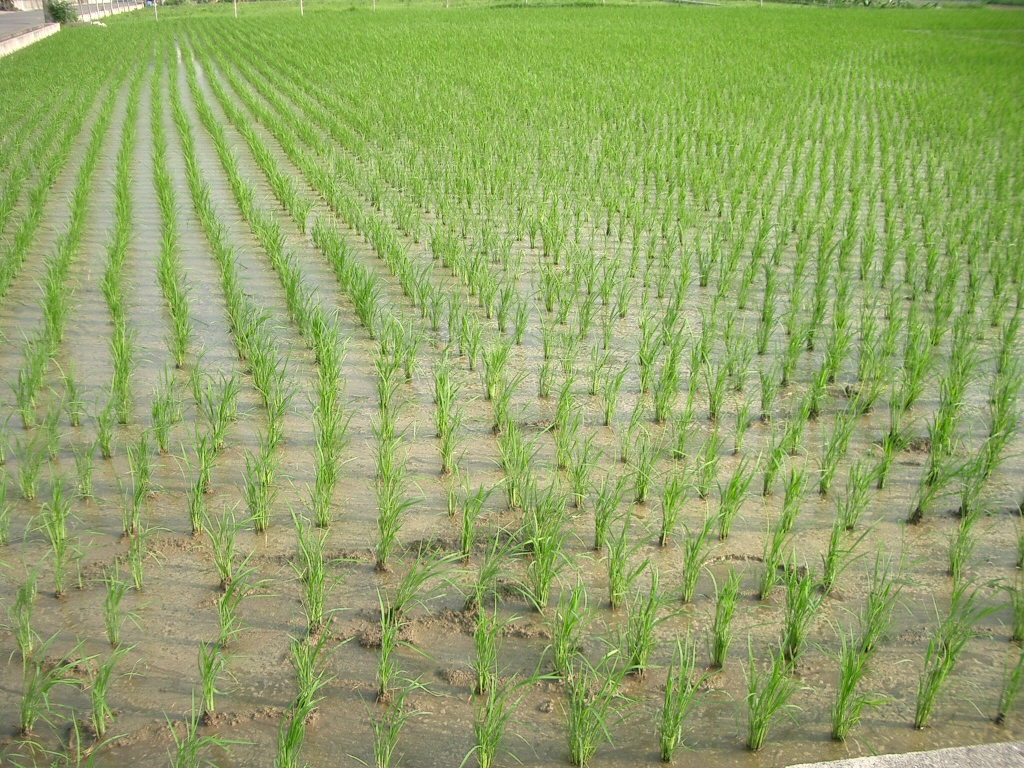
Поле после посевной (июнь, Япония)

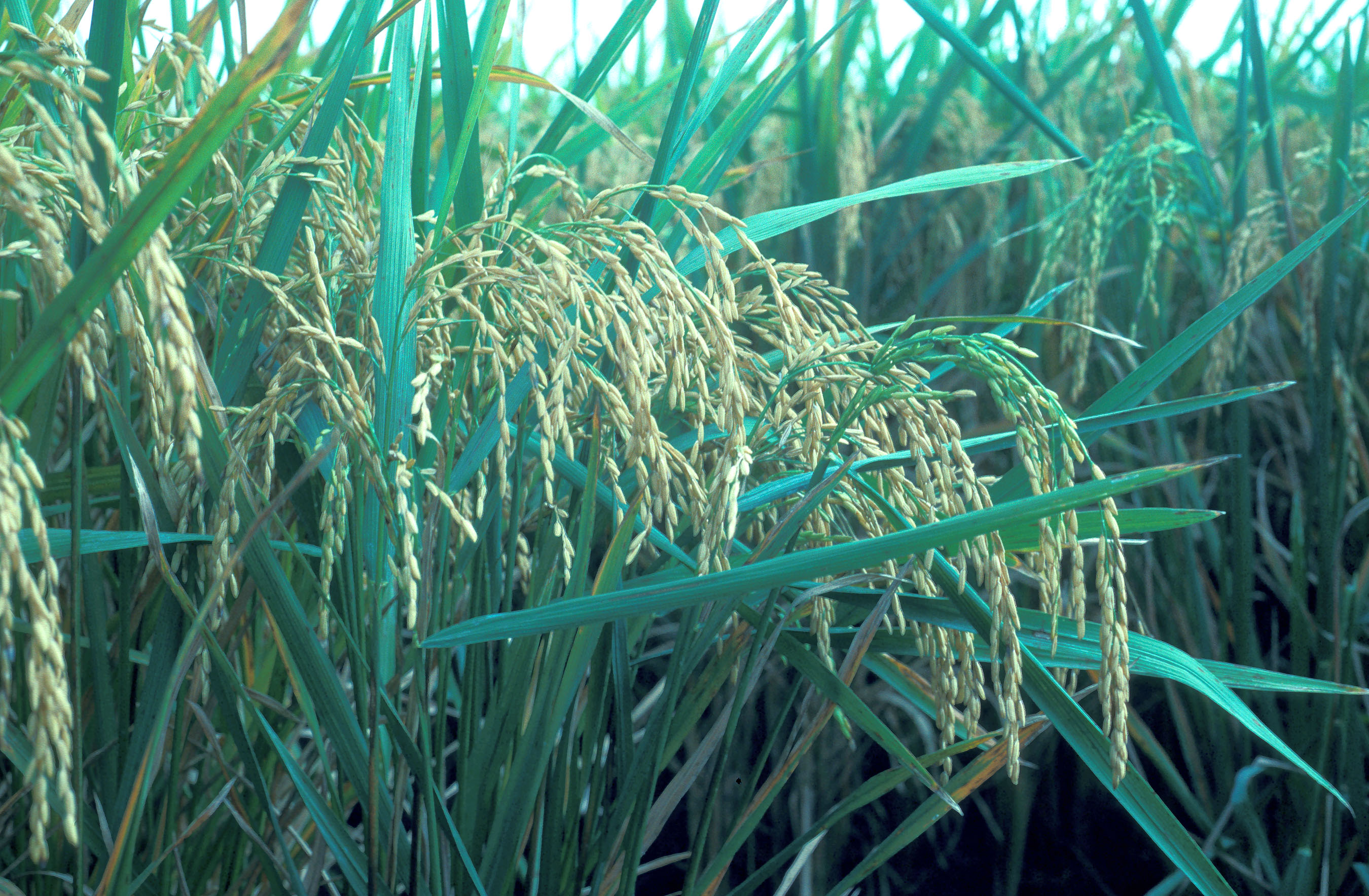
Молодой рис (август, Япония)

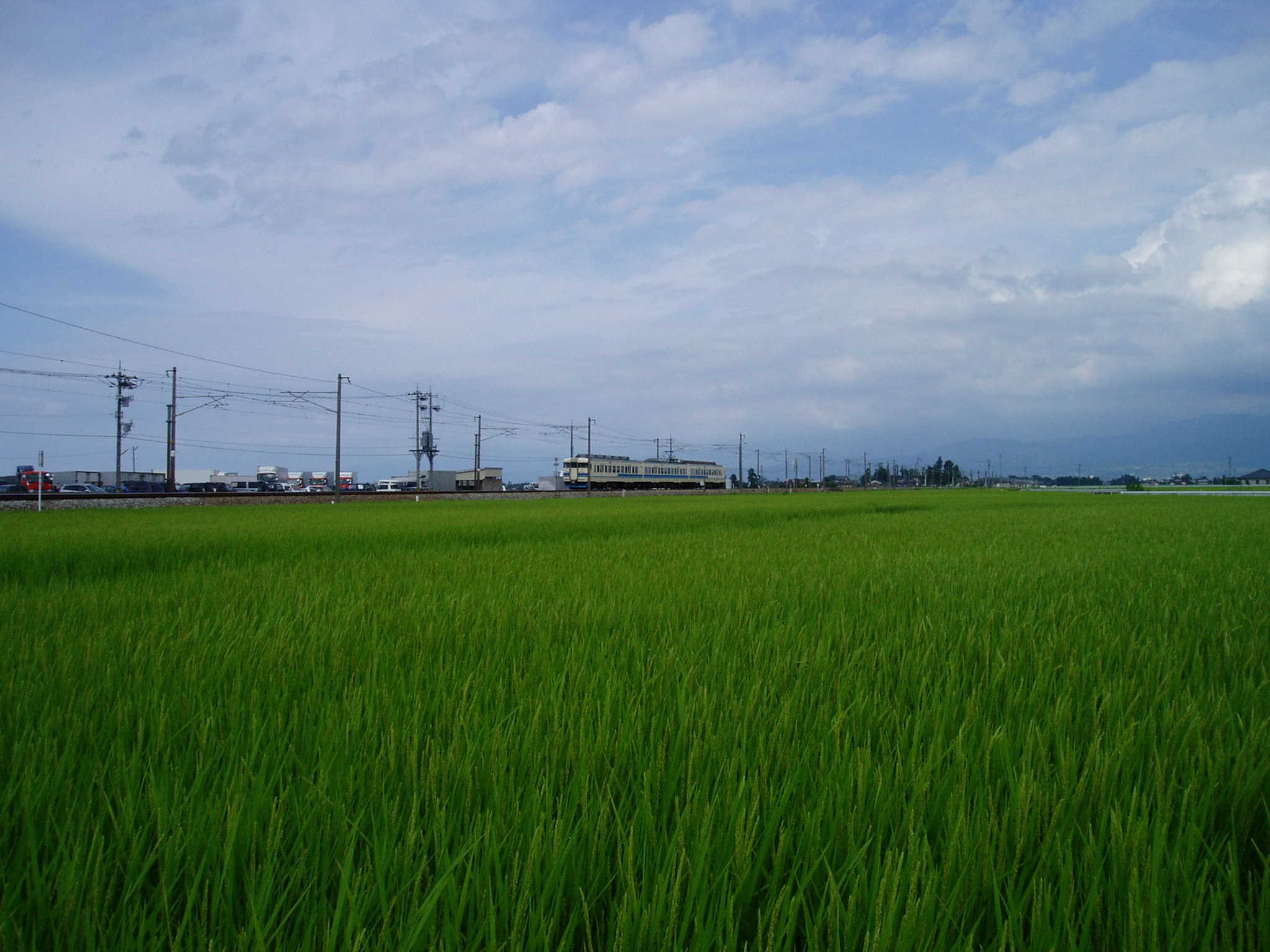
Поле возле железной дороги (август, Япония)

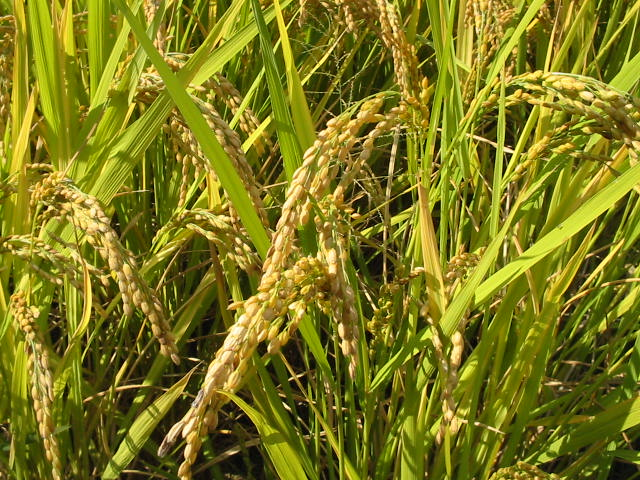
Дозрелый рис (сентябрь, Япония)

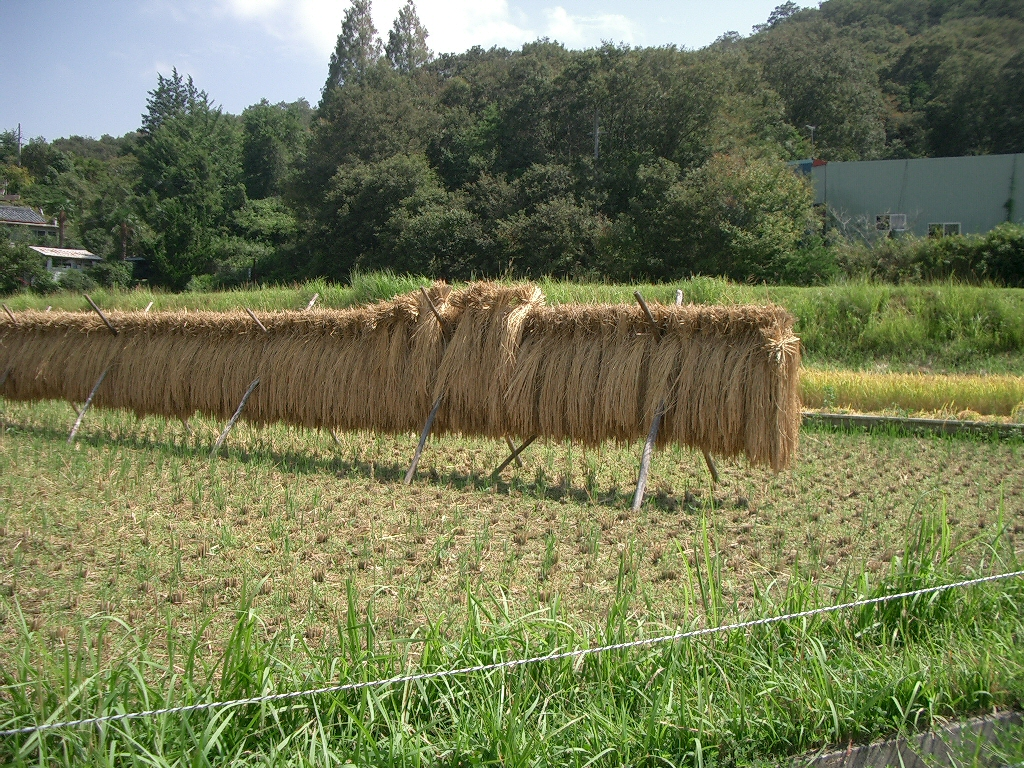
Поле после сбора урожая (сентябрь, Япония)

Рисово́дство — подотрасль растениеводства (относящейся к одной из основных отраслей сельского хозяйства), которая занимается возделыванием и хранением рисовых культур.
Рис является одним из древнейших и наиболее продуктивных злаков на Земле. Сегодня существует много видов риса и методов его возделывания.

## История
Древнейшие следы рисоводства, датированные серединой 5 тысячелетия до н. э., выявлены в Китае (Хэмуду). За следующую тысячу лет культивирование риса распространилось во всём Индокитае, а со временем и в Юго-Восточной и Восточной Азии. Во 2 тысячелетии до н. э. индокитайский рис был импортирован в Индию, откуда попал в Среднюю Азию и Европу во время походов Александра Македонского.
Во 2 тысячелетии до н. э. на территории современного Китая главным рисоводческим районом были южные земли в низовьях реки Янцзы, которые принадлежали прото-вьетнамским племенам. В конце 1 тысячелетия до н. э. благодаря контактам китайцев с южными соседями рис попал в соседние районы Китая. Вероятно, оттуда его позаимствовали жители Корейского полуострова и Японского архипелага. Постепенно рис стал доминирующей сельскохозяйственной культурой в Восточной и Юго-восточной Азии.
В Европе, начиная с античного времени, центром европейского рисоводства продолжительное время было Средиземноморье. Однако рисовые культуры занимали незначительное место в пищевом рационе тогдашних европейцев, уступая ячменю и пшенице. Лишь с XIX столетия началось промышленное возделывание европейского риса.
В декабре 2022 года была опубликована научная работа исследователей из Дартмутского колледжа, согласно данным которой обработка риса имеет гораздо более давнюю историю, чем было принято считать ранее. Обнаруженные ими каменные орудия труда, найденные на юге Китая, датируются возрастом около 10 000 лет (VII-VIII века до н.э.). По данным исследования, эти орудия уже тогда использовались для обработки риса. Для подтверждения гипотезы учёными были исследованы микроцарапины на поверхностях найденных инструментов, что позволило обнаружить на них следы фитолитов (ископаемых остатков) риса.

## Типы рисоводства
Существует три основных типа рисоводства:
- Проливное (поливное) рисоводство
- Суходольное рисоводство
- Лиманное рисоводство.

Различие между этими типами состоит во влажностных характеристиках полей:
- На проливных полях (или чеках) рис выращивают при постоянном затоплении водой, пока урожай не созреет, а перед его сбором воду спускают. Таким способом выращивают до 90 % риса в мире.
- На суходольных полях рис выращивают в областях с большим количеством осадков без искусственного орошения. Урожайность таких полей ниже, чем проливных.
- На лиманных полях рис выращивают в заливах рек или во время паводков. Такой способ возделывания риса является древнейшим, но малоэффективным. Его используют преимущественно в странах Юго-восточной Азии.

## Возделывание
При возделывании риса принимаются во внимание такие главные факторы, как температура и влажность грунта. Рис является теплолюбивой культурой, однако высокая температура приводит к его избыточному вегетативному росту, который мешает развиваться росткам. Большое количество солнечных дней содействуют получению более высоких урожаев. Для возделывания риса лучше всего подходят пылеватые и глинистые грунты, которые хорошо удерживают воду. Однако песчаные грунты, вопреки низкой естественной урожайности, могут давать наивысшие урожаи при условиях обработки удобрениями.
Рис — факультативный гидрофит, то есть может переносить кислород от листвы до затопленных корней, поэтому для противодействия сорнякам и повышения урожайности, воду на проливных полях держат в течение всего вегетационного периода.
В горных областях рис выращивают на террасах, которые созданы на склонах гор и огорожены валами для удержания воды. На равнинных землях проливные рисовые поля обычно выравнивают, чтобы обеспечить равномерное орошение и хороший дренаж, и делят их на участки валами, после чего заливают водой по системе каналов.
Рис начинают выращивать с марта по июнь, в зависимости от региона. В азиатских странах зерна риса проращивают в грядках, а после 30—50 дней пересаживают гнёздами по 3—4 ростка в грунт проливного поля, покрытого водой. На Западе и в России рис сеют зёрнами, без предварительного проращивания. В экономически развитых государствах посев риса механизирован, однако в большинстве регионов мира эту культуру продолжают сеять вручную.
Рисовые поля, как правило, держат затопленными водой, периодически меняя глубину затопления в зависимости от фазы развития растения и для борьбы с вредителями и сорняками. Во многих хозяйствах в воду добавляют пестициды для повышения урожайности, однако в ряде стран существует тенденция отказа от использования химикатов. При созревании риса воду с полей сливают, а грунт просушивают до 18-22 % влажности и только тогда собирают урожай.
Наилучший метод снижения потерь урожая — использование стойких сортов.

## Недостатки рисоводства
Проливное рисоводство влияет на глобальное потепление, так как даёт около 60 % антропогенной эмиссии метана вследствие болотного метаногенеза.